# Henri Schmidt (homme politique allemand)
Ne pas confondre avec l'homme politique français Henri Schmidt.
Pour les articles homonymes, voir Schmidt.
Henri Schmidt, né le 7 mai 1983 à Luckenwalde, est un homme politique allemand. 

## Biographie
Henri Schmidt naît le 7 mai 1983 à Luckenwalde. Membre de CDU/CSU, il est élu au Bundestag en 2025.